# 江西工業職業技術學院
江西工业职业技术学院，是位于中华人民共和国江西省南昌市的公办全日制综合性专科层次高等职业学校，于1999年由江西省国防工业职工大学、江西省纺织工业职工大学和南昌无线电工业学校合并基础上建立。目前学院拥有瑶湖和青山湖二个校区和一个共青城产教融合基地。